# Набережная Орфевр (фильм)
«Набережная Орфевр» (другой перевод названия — «Набережная ювелиров», фр. Quai des Orfèvres) — фильм 1947 года французского режиссёра Анри-Жоржа Клузо. Название фильма связано с адресом, по которому расположен комиссариат парижской полиции — Набережная Орфевр, 36.
В основу фильма положен написанный в 1942 году роман Станисласа-Андре Стеемана «Самооборона» (Légitime défense).
За работу над этим фильмом Анри-Жорж Клузо получил приз лучшему режиссёру на Венецианском международном кинофестивале 1947 года.

## Сюжет
Действие происходит в одном из парижских районов. Женни Лямур (Сюзи Делер) работает певицей, а её муж Морис Мартино (Бернар Блие) — аккомпаниатором в театре-варьете «Рай». Выступления Женни с фривольными куплетами и вульгарными позами вызывают нарастающий интерес у мужской части аудитории, и вскоре она получает приглашения выступать в престижных ресторанах и, возможно, даже сниматься в кино.
Для дальнейшего продвижения своей карьеры амбициозная Женни делает серию рекламных фотографий в ателье своей соседки и подруги семьи, современной и стильной Доры (Симона Ренан). Там Женни встречает пожилого и горбатого, богатого владельца энергетической компании Бриньона, по заказу которого Дора делает фотографии приводимых им девушек в обнаженном виде. Бриньон предлагает Женни встретиться наедине для обсуждения помощи, которую он мог бы оказать ей в её карьере.
Очень деликатный, спокойный и интеллигентный Мартино тем не менее чрезвычайно ревнив. Предложение Бриньона его возбудило до крайности, и он решает идти на встречу вместе с Женни, но когда получает отказ, идёт один. В ресторане происходит разговор на повышенных тонах, в ходе которого Мартино при свидетелях угрожает Бриньону и обещает расправиться с ним, если тот будет приставать к его жене.
Через некоторое Женни передает мужу через Дору, что уезжает к больной бабушке, а сама втайне отправляется на встречу на виллу Бриньона. Мартино звонит бабушке, однако там никто не берёт трубку. Он обнаруживает на обрывке афиши адрес виллы Бриньона, берёт пистолет и на собственной машине отправляется на представление в свой театр. Там он демонстративно общается с кассиршей, администратором и гардеробщицей, обеспечивая себе алиби, а затем тайно выходит через служебный вход и едет на виллу Бриньона. Мартино останавливает машину прямо перед домом Бриньона, не заметив, что из-за угла за ним наблюдает посторонний мужчина. Мартино входит в дом и уже готов разобраться с Бриньоном, но видит, что тот лежит убитым у камина. Мартино выскакивает на улицу, но его машину кто-то угнал. Мартино вынужден бежать по улицам, чтобы успеть к окончанию представления. Когда он прибегает, публика уже расходится, но он успевает показаться на глаза коллегам.
Вернувшись домой, Женни рассказывает Доре, что была на вилле Бриньона, и когда он стал к ней приставать, ударила его бутылкой шампанского и убила, забыв на месте преступления свою лисью горжетку. Дора говорит Женни, чтобы та немедленно отправлялась к бабушке и обеспечила себе алиби, а сама едет в дом Бриньона и забирает горжетку. Вернувшийся домой Мартино подозревает, что это Женни убила Бриньона, однако Дора утверждает, что она у бабушки. Мартино звонит бабушке и убеждается, что Женни действительно там.
Расследование убийства Бриньона поручают инспектору Антуану (Луи Жуве), страдающему от ранения ветерану колониальных войн, который в одиночку воспитывает приемного африканского мальчика. Въедливый и работоспособный, с неплохим чувством юмора, Антуан довольно быстро выходит на Женни, Мартино и Дору, выясняя, что ни у одного из них нет надёжного алиби. Кроме того, Мартино не может объяснить, когда и как пропала его машина, и почему он не заявил об этом в полицию, а против Доры дал свидетельские показания таксист, доставивший её той ночью домой с места преступления. У Мартино мотивом для убийства могла послужить ревность, Женни могла убить Бриньона из самообороны, а мотивом Доры могли стать разногласия относительно возможных сомнительных заказов Бриньона. Когда главные подозрения в убийстве падают на Мартино, ради любимого мужа Женни готова пойти в полицию и сознаться в убийстве. Однако выясняется, что Бриньон был убит из пистолета, соответственно Женни его не убивала, а лишь разбила ему голову. У Мартино находят и забирают на экспертизу пистолет. В этот критический момент за убийство инкассатора полиция задерживает уголовника, который пользовался автомобилем Мартино. Проведённая экспертиза оружия показала, что Бриньон был убит из пистолета уголовника, который пробрался в его дом после ухода Женни, застал того с разбитой головой, застрелил его, ограбил дом, а затем скрылся с места преступления, угнав подъехавший автомобиль Мартино.

## В ролях
- Сюзи Делер — Женни Ламур
- Бернар Блие — Морис Мартино
- Луи Жуве — Антуан, заместитель инспектора
- Симона Ренан — Дора Мунье
- Шарль Дюллен — Бриньон

## Признание
В 1947 году на Венецианском международном кинофестивале Анри-Жорж Клузо получил за этот фильм приз лучшему режиссёру.
В 1949 году картина получила приз Эдгара Алана По как лучший иностранный фильм в детективном жанре.